# Kvarngölen (Misterhults socken, Småland)
Kvarngölen är en sjö i Oskarshamns kommun i Småland och ingår i Marströmmens huvudavrinningsområde. Kvarngölen ligger i Stora Ramm och Marströmmen Natura 2000-område.